# Santos (película)
Santos es una película chileno-española del género fantasía de 2008 dirigida por Nicolás López.

## Argumento
Salvador Santos (Javier Gutiérrez), obeso, casi calvo y con 33 años, no parece la persona adecuada para vestirse de héroe, pero no tiene otra opción, especialmente desde que un extraño viajero interdimensional le advierte de que su mejor amigo, el multimillonario y guapo Arturo Antares (Leonardo Sbaraglia), es en realidad Nova, un tirano de otra dimensión que se ha ocultado durante años en el cuerpo de Arturo. Nova podría hacer que nuestros dos universos imploten, y Salvador tendrá que detenerlo... aunque no quiera.
Después de resistirse, Salvador aceptará ser entrenado y descubrirá que años dibujando y leyendo historietas no han sido en vano especialmente si siendo un héroe puede rescatar a Laura Luna (Elsa Pataky) -el amor de su vida- de las manos de Nova.

## Reparto
- Javier Gutiérrez como Salvador Santos.
- Elsa Pataky como Laura Luna.
- Leonardo Sbaraglia como Arturo Antares.
- Guillermo Toledo como Antropomosco.
- Nicolás Martínez como Jovito / Inter Opomosco.
- Sebastián Muñiz como Busiek.
- Walter Cornás como Juanita.
- Pablo Pinedo como Gigaman.
- Cristina Pascual como Aki / Madre de Arturo.
- Jenny Cavallo como Madre de Salvador.
- Felipe Braun como Padre de Arturo.
- Vivian Morales como Novia Juanita.
- Teresita Reyes como Madre de Busiek.

## Recepción
Santos no obtuvo una buena respuesta por parte de la crítica cinematográfica ni del público. Fue un fracaso en España, y en Chile, país de origen del director, fue vista por menos de tres mil personas (2986 para ser exactos) pese a estar en cartelera con 33 copias. Una de las actrices, Teresita Reyes, declaró al diario Las Últimas Noticias: "sabes, yo pensé que los cabros jóvenes iban a hacer cola fuera del cine, estoy realmente intrigadísima [...] pero por qué, por qué tan poco [...] como ni siquiera el público tiene la más mínima curiosidad de ver algo nuevo en Chile". El director, por su parte, atribuyó el fracaso en España a la crisis económica mundial que surgió ese año.
Antonio Toca, del sitio web Blog de cine escribió: "se nota que Nicolás tiene talento, que hay escenas que visualmente llegan, pero si estamos ante una historia de amor, por qué complicarla con el fin del mundo, el dobleverso, el Antropomosco, y demás ideas que le den pintura a la chapa". Nerdorama, sitio web especializado en películas, señaló en su crítica: "Santos es mala, es fome y está llena de chistes mega agotados y que no se donde serán graciosos, por lo menos en la sala en que yo la vi quizás todos eramos de Júpiter porque nadie se reía con nada. Un sentido del humor que quizás sea un éxito en algunos festivales y en el extranjero, como afirma con base su director, pero que para la opinión de este humilde bloguero amante del cine no funcionó esta vez". Daniel Villalobos, crítico del diario La Tercera, sostuvo que la cinta era inferior al anterior trabajo de López (Promedio rojo), y agregó: "Lo tenue de sus personajes y lo pedestre de la historia hacen que Santos pierda velocidad después de su primer tercio, que es justo cuando empieza la parte directamente inspirada en el mito del superhéroe".
Sin embargo, la película también recibió buenos comentarios. Jordi Costa del periódico El País escribió: "Da la impresión de que Nicolás López coloca su omnívora voracidad de referentes de la cultura popular al servicio de una especie de autobiografía desaforada y (auto)caricaturesca: en cierto sentido, Santos es Promedio rojo pasada a limpio y con muy buena letra".